# Enrique de Castilla el Senador
Enrique de Castilla el Senador (6 de marzo de 1230-Roa, 11 de agosto de 1303). Infante de Castilla. Fue hijo del rey Fernando III de Castilla y de su esposa, la reina Beatriz de Suabia y regente de Castilla entre 1295 y 1302.
Fue señor de Vizcaya, de Écija, Roa, Medellín, Almazán, Dueñas, Atienza, Berlanga de Duero, Calatañazor, San Esteban de Gormaz y Morón. Durante el reinado de su hermano, Alfonso X de Castilla, abandonó el reino y permaneció en Inglaterra, Túnez y en Italia, y posteriormente fue nombrado senador de Roma, y de ahí proviene el sobrenombre de el Senador con el que se le conoce. Tras la derrota del bando gibelino en la batalla de Tagliacozzo, fue encarcelado durante 23 años por orden de Carlos de Anjou. En 1291 fue libertado y regresó primero a Túnez, junto a su amigo el emir Abou Hafs, con quien estuvo tres años, y en 1294 se trasladó al reino de Castilla, donde su sobrino, el rey Sancho IV de Castilla le concedió el señorío de Vizcaya, cuya posesión ostentó el infante hasta el año 1295.
En 1295, a la muerte de su sobrino Sancho IV, fue nombrado tutor del rey Fernando IV de Castilla durante su minoría de edad, cargo que ejerció hasta el año 1302. Durante ese periodo gobernó el reino junto con la reina María de Molina, madre de Fernando IV, y desempeñó además los cargos de adelantado mayor de la frontera de Andalucía y mayordomo mayor del rey Fernando IV. Falleció en la localidad burgalesa de Roa el día 11 de agosto de 1303, cuando tenía aproximadamente 73 años de edad.

## Orígenes familiares
Fue hijo de Fernando III, rey de Castilla, y de su primera esposa, la reina Beatriz de Suabia, y por parte paterna era nieto del rey Alfonso IX de León y de Berenguela de Castilla. Y por parte materna era nieto de Felipe de Suabia, rey de Romanos y duque de Suabia, y de Irene Ángelo, hija de Isaac II Ángelo, emperador del Imperio Romano de Oriente.
Fue hermano, entre otros, de Alfonso X el Sabio, del infante Fadrique de Castilla, ejecutado en 1277 por orden de Alfonso X, y del infante Manuel de Castilla, que fue el padre del célebre escritor Don Juan Manuel.

## Juventud del infante y estancias en Túnez e Italia (1230-1294)
Nació el 6 de marzo de 1230, según algunas fuentes, aunque Salazar y Acha señala que debió nacer simplemente antes del día 10 de ese mes. Se distinguió en la conquista de la ciudad de Sevilla, defendiendo el campamento del rey junto a Lorenzo Suárez, y causando más de 550 bajas a los musulmanes, en un contraataque que dirigió el propio infante. Como recompensa por su defensa del campamento cristiano, su padre el rey le entregó los señoríos de Arcos, Lebrija, Morón de la Frontera y Medina Sidonia, aunque dichas plazas aún no habían sido arrebatadas a los musulmanes. La ciudad de Sevilla capituló ante su padre, Fernando III de Castilla, en 1248.
En 1252 falleció Fernando III en la ciudad de Sevilla y un año más tarde, en 1253, su hermano, Alfonso X, le colocó al mando de un ejército, y le ordenó que conquistase las ciudades de Lebrija y Arcos, que capitularon ante el infante cuando tuvieron conocimiento de que la ciudad de Jerez de la Frontera se había rendido ante las tropas de Alfonso X el Sabio.  Una vez conquistadas las ciudades de Arcos y Lebrija, que Fernando III había dispuesto serían entregadas a su hijo Enrique, Alfonso X, ignorando las disposiciones paternas, reclamó al Maestre de la Orden de Calatrava los privilegios que confirmaban la donación por parte de Fernando III de esas ciudades al infante Enrique, y los destruyó en público en 1253, deteriorándose con ello aún más las relaciones entre el rey y el infante, que se vio desposeído de la posesión de Arcos, Lebrija, Morón de la Frontera, Medina Sidonia y Cote. La reina viuda de Fernando III, Juana de Danmartín, que mantenía excelentes relaciones con el infante Enrique, se vio desposeída, al igual que el infante Enrique, de varios de sus señoríos y latifundios por Alfonso X el Sabio. Además, el infante Enrique mantuvo en 1259, a su regreso de Inglaterra, una entrevista secreta con Jaime I el Conquistador en la localidad de Maluenda, planteándose la posibilidad de que el infante contrajese matrimonio con Constanza de Aragón, hija del soberano aragonés, que terminaría desposándose con el infante Manuel, hermano del infante Enrique. Dicha entrevista con el rey aragonés, y los rumores que circularon de la posible relación carnal entre el infante y Juana de Danmartín, ocasionaron el enojo de Alfonso X.
A finales de octubre de 1259 el infante Enrique, apoyado secretamente por Jaime I de Aragón, con cuya hija la Infanta Constanza, deseaba contraer matrimonio, conquistó el Reino Moro de Niebla y se enfrentó en armas contra su hermano el rey, que se oponía a su matrimonio, según nos cuenta Don Juan Manuel, en el Libro de las Armas, atacando desde sus ciudades de Arcos y Lebrija las tierras del rey, al tiempo que otros nobles, descontentos con Alfonso X, atacaban el reino desde las tierras de Vizcaya. Alfonso X envió a combatir contra el infante a Nuño González de Lara, quien fue derrotado en batalla singular, librada en las cercanías de Lebrija. Después de su triunfo personal, el infante Enrique con una fuerza de caballeros catalanes, se refugió en Lebrija, pero no pareciéndole un lugar seguro, buscó refugio en el reino de Aragón. Después de su derrota en Lebrija, el infante embarcó en el Puerto de Santa María con destino a la ciudad de Valencia. Sin embargo, el rey Jaime I no le acogió en su reino, con lo que el infante decidió demandar la ayuda de los reyes de Francia e Inglaterra.
El periodo de la vida del infante Enrique que comprende los años 1255-1260 es desconocido en muchos aspectos por ciertos historiadores.  Mientras que la Crónica de Alfonso X señala que después de su salida del reino de Aragón en 1259 el infante Enrique se dirigió a Túnez, otros escritores sostienen que pasó a Francia e Inglaterra en 1254 y 1255, respectivamente, para solicitar la ayuda financiera de los monarcas de ambos reinos. Según esta versión de los hechos, el infante residió buena parte de los años entre 1255 y 1259 en Inglaterra, donde fue huésped de Enrique III de Inglaterra. En la corte inglesa se encontraba su medio hermana Leonor de Castilla, que había contraído matrimonio en 1254 en la ciudad de Burgos con el futuro Eduardo I de Inglaterra, hijo de Enrique III. Tras largas presiones de los embajadores de Alfonso sobre la base de los tratados anglo-castellanos, su cuñado se ve forzado a no extenderle refugio. Más en 1259 Enrique III autorizó y daba ayuda al infante Enrique para proveerse de tropas y navíos en la ciudad de Burdeos, a condición de que no causase molestia alguna a su hermano Alfonso X.  Enrique de Castilla vivió en la corte de Enrique III donde fue testigo de la rebelión del Conde Simón de Montfort y los barones ingleses contrarios a la creación de impuestos para financiar la conquista de Sicilia demandada por el Papa Alejandro IV en 1258. También fue espectador de la creación del Parlamento Inglés. El Rey Enrique III le propuso el comando de la expedición contra Sicilia, pero esta empresa no prosperó. De estos hechos habla el libro de caballerías castellano Amadís de Gaula donde Don Enrique figura como el infante Brian de Monjaste, por lo cual algunos le han atribuido la autoría del libro.

### Estancia del infante Enrique en Túnez (1259-1266)
En Bayona embarcó el infante Enrique, rumbo a Túnez, en 1259.  Una vez en tierras africanas, el infante se puso al servicio del al-Mustansir, sultán de Túnez. Allí se unió a él su hermano, el infante Fadrique de Castilla, que había abandonado el reino de Castilla debido a sus desavenencias con el rey. La Crónica de Alfonso X refiere que el sultán de Túnez dispensó una calurosa acogida al Infante Enrique, debido a su condición de hijo de rey. El infante, junto con un grupo de caballeros a sus órdenes, combatió durante los años que permaneció en tierras africanas a los enemigos del sultán, adquiriendo además una gran fortuna. Junto al hermano del sultán Al Mustansir, el Emir Abou Hafs, Don Enrique conquistó la ciudad de Miliana en el Magreb. No obstante, según refiere la crónica de su hermano, comenzaron los súbditos del sultán a inquietarse y a mostrarse envidiosos de los triunfos del infante, cuya popularidad aumentaba por momentos debido a sus victorias. Por ello, comenzaron a presionar al sultán para que expulsase de sus tierras al infante. Según la crónica de su hermano, el infante Enrique fue entonces expulsado del reino de Túnez, habiendo previamente escapado de ser devorado por unos leones, que según el relato, habían sido encerrados en un corral con el propósito de que devorasen al infante Enrique. Frustrado el intento de asesinato según el relato, el infante fue expulsado del reino, de donde partió junto con los caballeros que le habían acompañado desde el principio de su expedición.

### Senador de Roma (1266-1268)

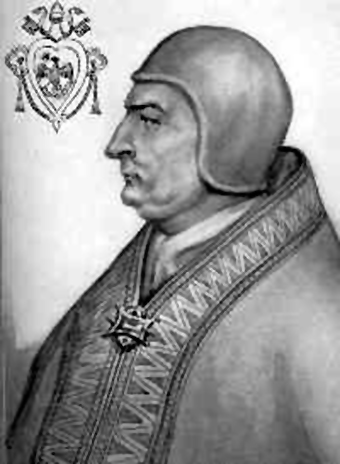
Retrato que representa al papa Clemente IV, quien nombró al infante Enrique de Castilla Senador de Roma.

Después de su partida de Túnez, según algunas fuentes, el infante Enrique se dirigió a Italia, donde se encontraba hacia 1266.  Una vez en Italia, pasó a apoyar a Carlos de Anjou, rey de Sicilia e hijo de Luis VIII de Francia, en su lucha contra Manfredo de Sicilia, hijo ilegítimo de Federico II Hohenstaufen, emperador del Sacro Imperio Romano Germánico. Ambos personajes se proclamaban reyes de Sicilia. El infante Enrique, que había amasado una gran fortuna durante los años que permaneció en Túnez, puso su dinero y su ejército personal a disposición de Carlos de Anjou y del papa Clemente IV, que había nombrado a Carlos de Anjou rey de Sicilia.  El infante Enrique confiaba en que el pontífice le nombraría rey de Cerdeña, isla cuyo dominio ostentaba la Santa Sede en aquellos momentos. Según la Crónica de Alfonso X la propuesta de nombrar al infante Enrique rey de Cerdeña fue acogida con agrado en la curia pontificia. Sin embargo, el pontífice pospuso su decisión sobre ello. Al mismo tiempo, el infante Enrique prestó a Carlos de Anjou 60.000 doblas de oro, con la condición de que este persuadiera al Papa de que nombrase al infante rey de Cerdeña. No obstante Carlos de Anjou reclamó el trono de Cerdeña para sí ante el pontífice, quien, valiéndose de la circunstancia de que la isla se hallaba ocupada en su mayor parte por los pisanos, enemigos de la Iglesia, persuadió a ambos de que resultaría difícil la conquista de la isla.
El infante Enrique se enfureció cuando tuvo conocimiento de las pretensiones de Carlos de Anjou, por lo que abandonó desde entonces el partido güelfo y se pasó al bando de Conradino de Hohenstaufen, respaldado por los gibelinos, aprovechando la circunstancia de que Carlos de Anjou se había negado a devolverle las 60.000 doblas.  A continuación se instaló en la ciudad de Roma, donde ejerció el cargo de Senador o gobernador único de Roma, nombramiento que había sido realizado por el capitán del pueblo, Angelo Capocci, jefe del partido popular. A su llegada a Roma y según refiere la crónica de su hermano, el infante fue bien acogido por los ciudadanos romanos, aunque con ciertas reservas por parte de ciertos cardenales, que conocían su talante autoritario.

En un primer momento el infante dio muestras de magnanimidad y equidad. Sin embargo, pronto comenzó a dar muestras de su carácter despótico y cruel. Se confederó entonces con los gibelinos de Florencia, Pisa y Siena, y persuadió a Conradino de Hohenstaufen, que contaba con dieciséis años de edad, de que se dirigiese a Italia y tomase posesión del reino de Sicilia, comprometiéndose el infante a sublevar la ciudad de Roma y la región de Campania en su favor. Poco después, el infante Enrique ordenó la detención de los principales nobles güelfos de la ciudad de Roma, al tiempo que se apropió de numerosos fondos depositados en las iglesias y monasterios de Roma, pues era costumbre entonces depositar los objetos valiosos en los templos, debido a la inseguridad de los propios hogares. De todo ello se quejó el Papa Clemente IV a Carlos de Anjou. Sin embargo, otra versión de los hechos relata que las iglesias de Roma, junto con la basílica de San Pedro, fueron saqueadas por Conradino de Hohenstaufen:

Deteniéndose algo Conradino en Siena, se fue a Roma: i recibido de los romanos i de D. Henrique su Senador casi como Emperador, hizo allí su recluta de dinero i de gente; despojò el tesoro de S. Pedro i el de otras iglesias, i se hallò en Roma con más de cinco mil cavallos entre Alemanes, Italianos, i la gente del Senador D. Enrique de España...

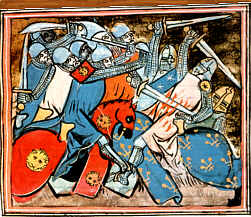
Batalla de Tagliacozzo

Después de que Conradino se hubo reunido en Roma con el infante Enrique, abandonó la ciudad con su ejército. El Papa Clemente IV excomulgó entonces al infante Enrique y a todos los partidarios de Conradino de Hohenstaufen que le prestasen apoyo, suprimiendo la validez de los juramentos de fidelidad prestados a ambos, y ordenando además el pontífice al infante que devolviese los bienes de los que se había apoderado y que diese satisfacción a los cardenales y prelados a los que había agraviado. No obstante, el infante Enrique no atendió las demandas del pontífice, y se dirigió junto a Conradino de Hohenstaufen hacia donde se encontraban las tropas de Carlos de Anjou, buscando el enfrentamiento con ellas. El infante Enrique se encontraba al mando de sus caballeros españoles, así como al frente de uno de los tres cuerpos en que fue dividido el ejército gibelino. Al mando de los otros dos cuerpos de ejército se encontraban el propio Conradino de Hohenstaufen y Galvano Lancia.
La batalla final entre los partidarios de Carlos de Anjou y Conradino de Hohenstaufen, conocida como la batalla de Tagliacozzo se libró el día 23 de agosto de 1268 en la provincia de L'Aquila, situada en la región de los Abruzos, localizada en el centro de la península italiana. La batalla se saldó con la derrota total del ejército de Conradino de Hohenstaufen, quien fue ejecutado en la plaza del mercado de Nápoles el día 29 de octubre de 1268. Sabiendo que la batalla estaba perdida, el infante Enrique, que durante la misma no había tomado parte junto con sus tropas en la misma por encontrarse en otra posición, acometió junto con sus caballeros al ejército de Carlos de Anjou, siendo derrotado sin embargo después de varias horas de combate.

### Cautiverio del infante Enrique en Italia y retorno al reino de Castilla (1268-1291)
Tras la batalla de Tagliacozzo, el infante Enrique buscó refugio en la abadía de Montecasino, situada unos 130 kilómetros al sur de la ciudad de Roma. Al llegar a la abadía, el infante proclamó que en la batalla había triunfado el bando gibelino, lo cual era una noticia falsa.

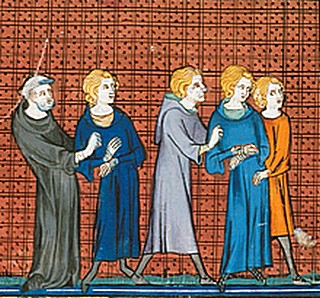
Conradino de Hohenstaufen y Enrique de Castilla, prisioneros

Cuando el abad de Montecasino tuvo conocimiento de la derrota y captura de Conradino de Hohenstaufen, hizo prender al infante Enrique. A continuación, el abad entregó al infante Enrique a Carlos de Anjou, a condición de que no le quitase la vida. Carlos de Anjou ordenó que el infante fuera encerrado en la prisión del castillo de Canosa di Puglia, situado en la región italiana de Apulia, donde permaneció encerrado hasta el año 1280, en que fue trasladado al castel del Monte, llamado originalmente castillo de Santa María del Monte, situado a dieciséis kilómetros de la ciudad de Andria.
En el castillo de Canosa, el infante Enrique compartió cautiverio con Conrado, conde de Caserta. A pesar de que las condiciones de su cautiverio eran severas, se le permitió tener su propia servidumbre. Durante su estancia en Canosa, el infante recibió en 1272 la visita de su hermanastra Leonor de Castilla, esposa de Eduardo I de Inglaterra. Está documentado que en 1272, Carlos de Anjou ordenó que se pagara al castellano de Canosa la suma de 6 onzas de oro al mes, para costear los gastos derivados del alojamiento en el castillo del infante Enrique y del conde de Caserta.  Desde el momento en que las cortes castellana y aragonesa tuvieron conocimiento de que el infante Enrique se hallaba cautivo, dieron comienzo las negociaciones entre ambas y Carlos de Anjou, rey de Sicilia, a fin de que el infante fuera libertado lo antes posible. Alfonso X el Sabio envió una embajada a Carlos de Anjou, a cuyo frente se hallaba Guillén de Rocafull, y de la que también formaban parte los obispos de Cuenca y Cádiz. Sin embargo, Carlos de Anjou se negó a concederle la libertad al infante, aduciendo que le había causado grandes quebrantos en el pasado a la Iglesia, así como a él mismo, y manifestó que sería libertado cuando hubiese reparado las faltas por él cometidas.  En 1286 el papa Honorio IV levantó la excomunión que pesaba sobre él desde el año 1268.
En 1291, siete años después de la muerte de su hermano Alfonso X el Sabio, y reinando en Castilla su hijo, Sancho IV de Castilla, el infante Enrique fue puesto en libertad. El mismo año de su liberación el infante regresó primero a Túnez, y en 1295 a Castilla, donde fue bien acogido por su sobrino Sancho IV, quien le hizo entrega de varios señoríos a fin de que el infante pudiese mantener su rango, y por su prima la reina María de Molina, hija del infante Alfonso de Molina. Contaba en 1294 el infante 64 años de edad y había estado prisionero durante veintiséis años. Al regresar a Castilla, acompañó a su sobrino Sancho IV en una incursión militar que este realizó en el señorío de Vizcaya, para enfrentarse a Diego López V de Haro, quien se había apoderado del señorío a la muerte de su sobrino Diego López IV de Haro, ignorando los derechos de María Díaz de Haro, en cuyo nombre actuaba Sancho IV el Bravo. Una vez ocupado el señorío de Vizcaya, Sancho IV se lo concedió al infante Enrique, quien lo conservó hasta 1295, en que Diego López V de Haro lo recuperó con ayuda de Juan Núñez de Lara, señor de Lara.

## Tutor del rey Fernando IV durante su minoría de edad (1295-1303)
El día 25 de abril de 1295 falleció el rey Sancho IV de Castilla en la ciudad de Toledo, dejando como heredero del trono al infante Fernando. Sepultado el rey en la Catedral de Toledo, la reina María de Molina se retiró al primitivo Alcázar de Toledo para guardar un luto de nueve días. Debido a la ilegitimidad de Fernando IV de Castilla, causada por el matrimonio ilegitimado de sus padres, la reina hubo de afrontar numerosos problemas para conseguir que su hijo permaneciera en el trono castellano. A las luchas incesantes con la nobleza castellana, capitaneada por los infantes Juan de Castilla "el de Tarifa", que reclamaba el trono de su hermano Sancho IV, y por el infante Enrique de Castilla, tío de Fernando IV, que reclamaba la tutoría del rey, se sumaba el pleito con los infantes de la Cerda, apoyados por Francia y Aragón y por su abuela la reina Violante de Aragón, viuda de Alfonso X el Sabio. A ello se sumaron los problemas con Aragón, Portugal y Francia, que intentaron aprovechar la situación de inestabilidad que atravesaba la Corona de Castilla en su propio beneficio. Al mismo tiempo, Diego López V de Haro, señor de Vizcaya, Nuño González de Lara, y Juan Núñez de Lara, entre otros muchos, sembraban la confusión y la anarquía en el reino.

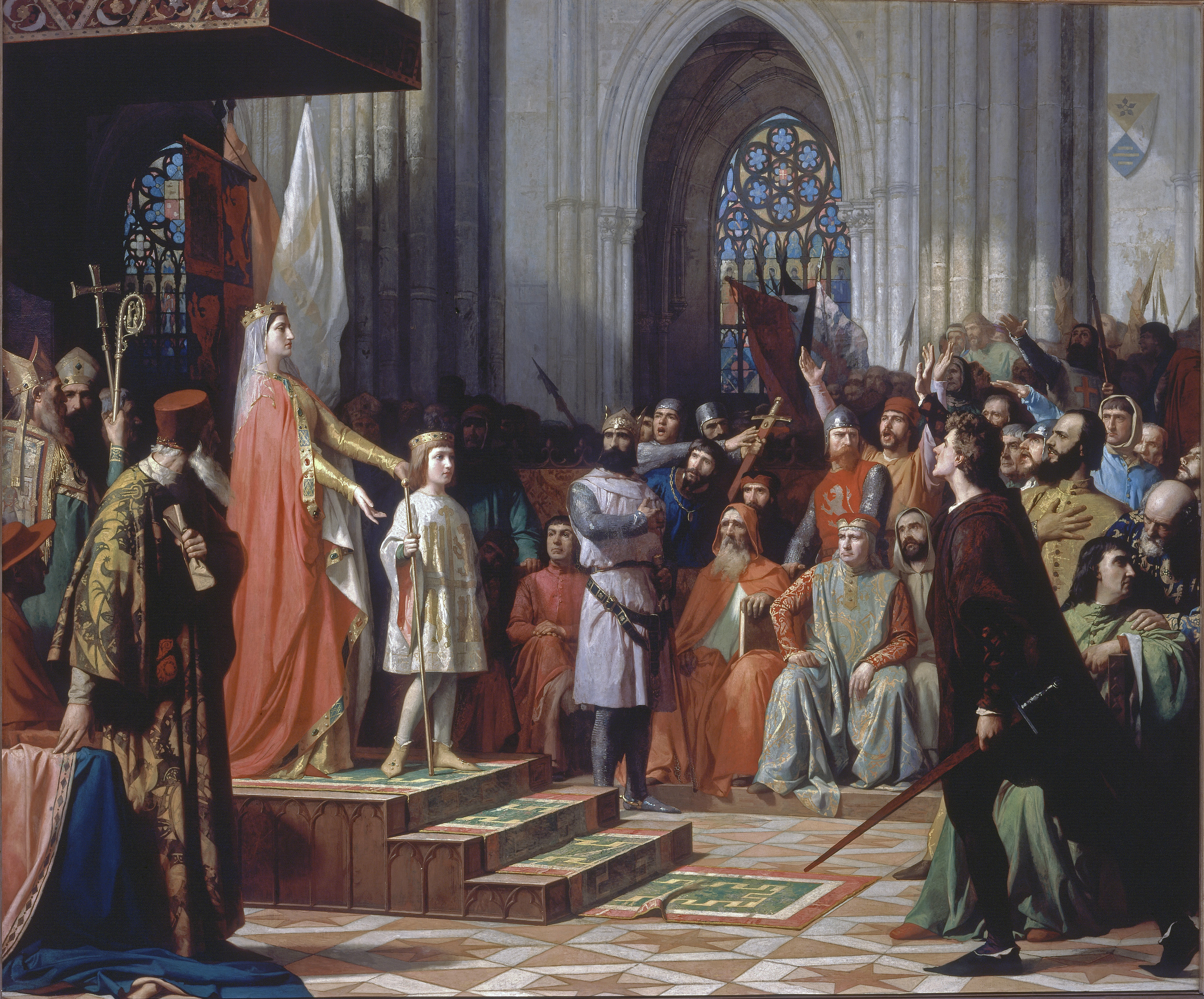
María de Molina presenta a su hijo Fernando IV en las Cortes de Valladolid de 1295. Óleo sobre lienzo de Antonio Gisbert Pérez. 1863. (Congreso de los Diputados de España).

En las Cortes de Valladolid de 1295 el infante Enrique de Castilla fue nombrado tutor del rey, pero la reina consiguió mediante el apoyo de las ciudades con voto en Cortes que la custodia de su hijo le fuera confiada a ella. Mientras se celebraban las Cortes de Valladolid de 1295, el infante Juan de Castilla el de Tarifa dejó la ciudad de Granada e intentó ocupar la ciudad de Badajoz, pero, al fracasar en su intento, se apoderó de Coria y del castillo de Alcántara. Pasó después al reino de Portugal, donde presionó al rey Don Dionís para que declarase la guerra al reino de Castilla, y al mismo tiempo, para que le apoyase en sus pretensiones de acceder al trono castellano.
En el verano de 1295, terminadas las Cortes de Valladolid de 1295, la reina y el infante Enrique se entrevistaron en Ciudad Rodrigo con el rey Dionisio I de Portugal, al que la reina entregó varias plazas situadas junto a la frontera portuguesa. En la entrevista de Ciudad Rodrigo se acordó que Fernando IV de Castilla contraería matrimonio con la infanta Constanza, hija del rey de Portugal, y que la infanta Beatriz de Castilla, hermana de Fernando IV, se casaría con el infante Alfonso, heredero del trono portugués. Al mismo tiempo, a Diego López V de Haro se le confirmó la posesión del señorío de Vizcaya, y al infante Juan, que aceptó momentáneamente como soberano a Fernando IV en privado, se le restituyeron sus propiedades. Poco después, Jaime II de Aragón devolvió a la infanta Isabel de Castilla a la corte castellana, sin haberse desposado con ella, y declaró la guerra al reino de Castilla.
A principios de 1296, el infante Juan, quien se había rebelado contra Fernando IV, tomó Astudillo, Paredes de Nava y Dueñas, al tiempo que su hijo Alfonso de Valencia se apoderaba de Mansilla. En abril de 1296 Alfonso de la Cerda invadió la Corona de Castilla acompañado por tropas aragonesas, y se dirigió a la ciudad de León, donde el infante Juan fue proclamado rey de León, de Sevilla y de Galicia. Acto seguido, el infante Juan acompañó a Sahagún a Alfonso de la Cerda, donde fue proclamado rey de Castilla, Toledo, Córdoba, Murcia y Jaén. Poco después de ser coronados Alfonso de la Cerda y el infante Juan, ambos cercaron el municipio vallisoletano de Mayorga, partiendo al mismo tiempo el infante Enrique al reino de Granada para concertar la paz entre el monarca granadino y Fernando IV, pues los granadinos atacaban en esos momentos en toda Andalucía las tierras del rey, que eran defendidas, entre otros, por Alonso Pérez de Guzmán. El día 25 de agosto de 1296, falleció el infante Pedro de Aragón, víctima de la peste, mientras se encontraba al mando del ejército aragonés que sitiaba la ciudad de Mayorga, perdiendo con ello el infante Juan a uno de sus valedores. Debido a la mortalidad que se extendió entre los sitiadores de Mayorga, sus comandantes se vieron obligados a levantar el cerco.
Mientras el infante Juan y Juan Núñez II de Lara aguardaban la llegada del rey de Portugal con sus tropas para unirse a ellos en el sitio al que proyectaban someter la ciudad de Valladolid, donde se encontraban la reina María de Molina y Fernando IV, el rey aragonés atacó Murcia y Soria, y el rey Dionisio I de Portugal atacó a lo largo de la línea del río Duero, al tiempo que Diego López V de Haro sembraba el desorden en su señorío de Vizcaya.
Ante esta situación, la reina María de Molina amenazó al rey de Portugal con romper los acuerdos del año anterior si persistían sus ataques a Castilla y su apoyo al infante Juan y a Alfonso de la Cerda. El soberano de Portugal, ante las amenazas de María de Molina, e informado de que Juan Núñez de Lara se negaba a sitiar Valladolid, así como de que numerosos magnates, nobles y prelados desertaban del bando del infante Juan, retornó junto con sus tropas a Portugal, habiéndose apoderado previamente de los municipios de Castelo Rodrigo, Alfaiates y Sabugal, territorios pertenecientes a Sancho de Castilla "el de la Paz", nieto de Alfonso X el Sabio. Poco después de la retirada del rey de Portugal, el infante Juan se retiró a León y Alfonso de la Cerda regresó al reino de Aragón. En octubre de 1296, las tropas de María de Molina, enferma de gravedad en esos momentos, cercaron Paredes de Nava, donde se hallaba María Díaz de Haro, esposa del infante Juan de Castilla el de Tarifa, acompañada por su madre y por su hijo Lope.
Cuando el infante Enrique, que se hallaba conferenciando con el rey de Granada, tuvo conocimiento de que los aragoneses y los portugueses habían abandonado el reino de Castilla, y de que la reina se encontraba sitiando Paredes de Nava, decidió regresar a Castilla, temiendo que le privasen del cargo de tutor del rey Fernando. Sin embargo, presionado por Alonso Pérez de Guzmán y por otros caballeros, antes de emprender el regreso, atacó a los granadinos, que en esos momentos habían vuelto a atacar a los castellanos. A cuatro leguas de Arjona, se entabló una batalla con los granadinos, en la que hubiera perdido la vida el infante Enrique de no haberle salvado Alonso Pérez de Guzmán, señor de Sanlúcar de Barrameda, pues la derrota castellana fue completa, siendo saqueado el campamento cristiano. A su regreso a Castilla, el infante Enrique persuadió a algunos caballeros y consiguió que se levantase el asedio a que se hallaba sometida Paredes de Nava, a pesar de la oposición de la reina, que regresó a Valladolid en enero de 1297 sin haber tomado la plaza.
En 1297, durante las Cortes de Cuéllar, convocadas por la reina María de Molina, el infante Enrique presionó para que la plaza de Tarifa fuera devuelta al rey de Granada, no pudiendo conseguir su objetivo por la oposición de María de Molina. En dichas Cortes el infante Enrique consiguió que a su sobrino don Juan Manuel se le entregase el castillo de Alarcón como compensación por haberle arrebatado los aragoneses la villa de Elche, a pesar de la oposición de la reina, que no deseaba sentar ese tipo de precedentes entre los nobles y magnates castellanos. Poco antes de la firma del Tratado de Alcañices, Juan Núñez de Lara, que apoyaba a Alfonso de la Cerda y al infante Juan, fue sitiado en Ampudia, aunque consiguió escapar del cerco.

### El Tratado de Alcañices (1297)
En 1296, la reina María de Molina había amenazado al rey de Portugal con romper los acuerdos del año anterior si persistían sus ataques al territorio castellano, ante lo cual Don Dionís de Portugal aceptó regresar junto a sus tropas a Portugal.

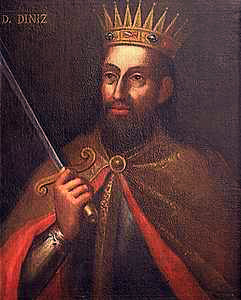
Retrato que representa al rey Dionisio I de Portugal.

Mediante el tratado de Alcañices quedaron fijadas, entre otros puntos, las fronteras entre Castilla y Portugal, que recibió una serie de plazas fuertes y villas a cambio de romper sus acuerdos con Jaime II de Aragón, con Alfonso de la Cerda, con el infante Juan, y con Juan Núñez de Lara, señor de la Casa de Lara. Al mismo tiempo, en el Tratado de Alcañices fue confirmado de nuevo el proyectado enlace entre Fernando IV y la infanta Constanza de Portugal, hija del monarca lusitano, al tiempo que se acordaban los esponsales entre el infante Alfonso de Portugal, heredero del trono lusitano, y la infanta Beatriz, hermana de Fernando IV. Por otra parte, el monarca portugués aportó un ejército de trescientos caballeros, puestos a las órdenes de Juan Alfonso de Alburquerque, para ayudar a la reina María de Molina en su lucha contra el infante Juan de Castilla "el de Tarifa", que hasta ese momento había recibido el apoyo del rey Dionisio I de Portugal.
Además, se estipuló en el tratado que las villas y plazas de Campomayor, Olivenza, Ouguela y San Felices de los Gallegos serían entregadas a Dionisio I de Portugal como compensación por la pérdida por parte de Portugal, durante el reinado de Alfonso III de Portugal, de una serie de plazas que le fueron arrebatadas por Alfonso X el Sabio. Al mismo tiempo, le fueron entregadas al rey portugués las plazas de Almeida, Castelo Bom, Castelo Melhor, Castelo Rodrigo, Monforte, Sabugal, Sastres y Vilar Maior. Los monarcas castellano y portugués renunciaron a plantearse mutuamente reclamaciones territoriales en el futuro, y los prelados de los dos reinos acordaron el día 13 de septiembre de 1297 apoyarse mutuamente y defenderse de las posibles pretensiones, por parte de otros estamentos, de restarles libertades o privilegios. El tratado fue ratificado no solo por los dos monarcas de ambos reinos, sino también por una representación abundante de los brazos nobiliario y eclesiástico de ambas naciones, así como por la Hermandad de los concejos de Castilla y por su equivalente del Reino de León. A largo plazo las consecuencias de este tratado fueron duraderas, ya que la frontera entre ambos reinos apenas fue modificada en el curso de los siglos posteriores, convirtiéndose de ese modo en una de las fronteras más longevas del continente europeo.
Por otra parte, el tratado de Alcañices contribuyó a asegurar la posición en el trono de Fernando IV de Castilla, insegura a causa de las discordias internas y externas, y permitió que la reina María de Molina ampliase su libertad de movimientos al no existir ya disputas con el soberano portugués, que había pasado a apoyarla en su lucha contra el infante Juan de Castilla "el de Tarifa", quien, en esos momentos, aún seguía controlando el territorio leonés.

### Última etapa de la minoría de edad de Fernando IV (1297-1301)

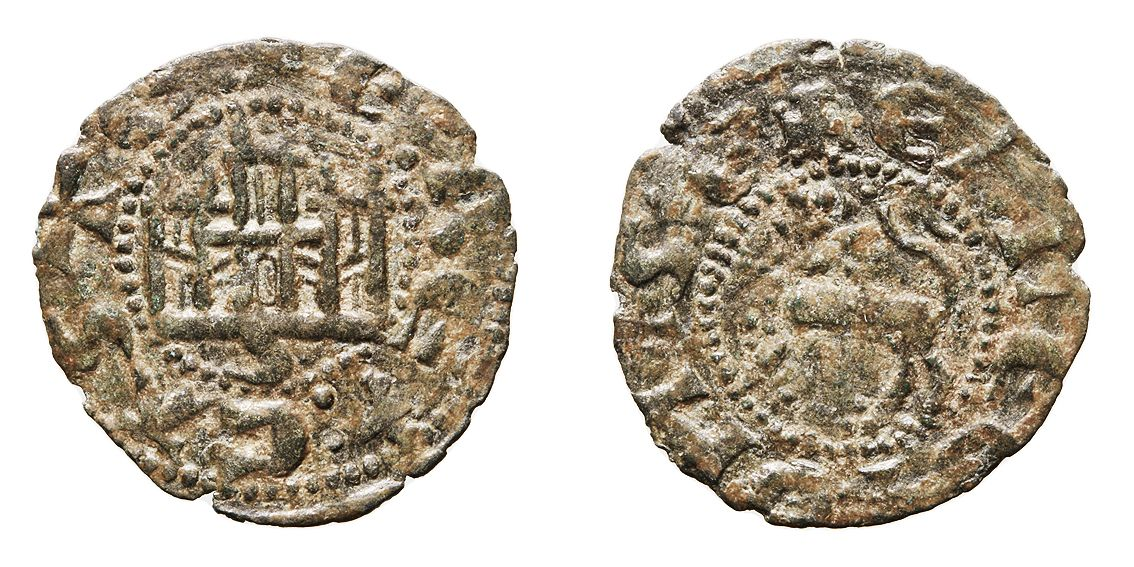
Dinero acuñado en Sevilla durante la regencia del infante Enrique de Castilla el Senador.

A finales de 1297, la reina envió a Alonso Pérez de Guzmán al reino de León para que combatiese al infante Juan, quien seguía controlando el territorio leonés. A comienzos de 1298, Alfonso de la Cerda y el infante Juan de Castilla "el de Tarifa", apoyados por Juan Núñez de Lara, señor de la Casa de Lara, comenzaron a acuñar moneda falsa, puesto que contenía menos metal del que correspondía, con el propósito de desestabilizar la economía del reino de Castilla. En 1298 la ciudad de Sigüenza cayó en poder de Juan Núñez de Lara, pero tuvo que evacuarla al poco tiempo a causa de la resistencia de los defensores y, poco después, caían en manos del magnate castellano Almazán, que se convirtió en la plaza fuerte de Alfonso de la Cerda, y Deza, siéndole además devuelto a Juan Núñez de Lara el Albarracín por el rey de Aragón, Jaime II el Justo. En las Cortes de Valladolid de 1298, el infante Enrique volvió a aconsejar la venta de la ciudad de Tarifa a los musulmanes, oponiéndose a ello la reina María de Molina.
La reina María de Molina se entrevistó en 1298 con el rey de Portugal en Toro, y le solicitó que la ayudase en la lucha contra el infante Juan. Sin embargo, el soberano portugués se negó a atacar al infante y, de común acuerdo con el infante Enrique, ambos planeaban que Fernando IV de Castilla llegase a un acuerdo de paz con el infante Juan, conservando este último el reino de Galicia, la ciudad de León, y todas las plazas que había conquistado mientras durase su vida. No obstante, todos esos territorios pasarían a su muerte a ser de Fernando IV de Castilla. No obstante, la reina María de Molina, que se oponía al proyecto de entregar dichos territorios al infante Juan, sobornó al infante Enrique de Castilla, a quien entregó Écija, Roa y Medellín para que el proyecto no siguiera adelante, logrando al mismo tiempo que los representantes de los concejos rechazasen públicamente el proyecto del soberano portugués.
Después de la entrevista con el monarca lusitano en 1298, la reina envió a su hijo, el infante Felipe de Castilla, que contaba con siete años de edad, al reino de Galicia, con el propósito de reforzar la autoridad real en aquella zona, en la que Juan Alfonso de Albuquerque y Fernando Rodríguez de Castro, señor de Lemos y Sarria, sembraban el desorden. En el mes de abril de 1299, una vez finalizadas las Cortes de Valladolid de ese año, la reina recuperó los castillos de Mónzón y de Becerril de Campos, que se hallaban en poder de los partidarios de Alfonso de la Cerda. En 1299 Juan Alfonso de Haro, señor de los Cameros, capturó a Juan Núñez de Lara, partidario de Alfonso de la Cerda. Mientras tanto, la reina dispuso el envío de tropas para socorrer Lorca, sitiada por el rey de Aragón, al tiempo que, en agosto del mismo año, las tropas del rey castellano cercaban Palenzuela. Juan Núñez de Lara fue liberado en 1299 a condición de que su hermana Juana Núñez de Lara se desposase con el infante Enrique de Castilla "el Senador", de que rindiese homenaje al rey Fernando IV y se comprometiese a no guerrear contra él, y de que devolviese a la Corona los municipios de Osma, Palenzuela, Amaya, Dueñas, que le fue concedida al infante Enrique, Ampudia, Tordehumos, que le fue entregada a Diego López V de Haro, señor de Vizcaya, la Mota, y Lerma.
En marzo de 1300, la reina María de Molina se entrevistó con Dionisio I de Portugal en Ciudad Rodrigo, donde el soberano portugués solicitó fondos para poder abonar el coste de las dispensas matrimoniales que el Papa debería otorgar, a fin de que se llevasen a cabo los enlaces matrimoniales entre Fernando IV y Constanza de Portugal, y los de la infanta Beatriz de Castilla con el infante Alfonso de Portugal. En las Cortes de Valladolid de 1300 María de Molina, imponiendo su voluntad a las Cortes, consiguió reunir la cantidad necesaria de dinero con la que poder persuadir al papa Bonifacio VIII para que este emitiera la bula que legitimara el matrimonio del difunto Sancho IV el Bravo con María de Molina.
Durante las Cortes de Valladolid de 1300 el infante Juan renunció a sus pretensiones al trono, no obstante haber sido proclamado rey de León en 1296, y prestó público juramento de fidelidad a Fernando IV y a sus sucesores, el día 26 de junio de 1300. A cambio de su renuncia a la posesión del señorío de Vizcaya, cuya posesión le fue confirmada a Diego López V de Haro, María Díaz de Haro y su esposo, el infante Juan, recibieron Mansilla, Paredes de Nava, Medina de Rioseco, Castronuño y Cabreros. Poco después, María de Molina y los infantes Enrique y Juan, acompañados por Diego López V de Haro, sitiaron el municipio de Almazán, pero levantaron el asedio por la oposición del infante Enrique.
En 1301 Jaime II de Aragón sitió la villa de Lorca, perteneciente a don Juan Manuel, quien entregó la villa al monarca aragonés, al tiempo que María de Molina, con el propósito de amortizar el desembolso realizado para proveer un ejército con el que liberar a la villa del cerco aragonés, ordenaba cercar los castillos de Alcalá y Mula, y sitiaba a continuación la ciudad de Murcia, donde se hallaba Jaime II, quien pudo haber sido capturado por las tropas castellanas, de no haber sido prevenido por los infantes Enrique y Juan, quienes se mostraban temerosos de una completa derrota del soberano aragonés, pues ambos deseaban mantener buenas relaciones con él.
En las Cortes de Burgos de 1301 se aprobaron los subsidios demandados por la Corona para financiar la guerra contra el reino de Aragón, contra el reino de Granada, y contra Alfonso de la Cerda, al tiempo que se concedían subsidios para conseguir la legitimación del matrimonio de la reina con Sancho IV el Bravo, enviándose a continuación 10 000 marcos de plata al Papa para este propósito, a pesar de la hambruna que asolaba el reino de Castilla y León. Y en el mes de junio, durante las Cortes de Zamora de 1301, el infante Juan y los ricoshombres de Léon, Galicia y Asturias, partidarios en su mayor parte del infante Juan, aprobaron los subsidios demandados por la Corona.

## Actuaciones durante el reinado de Fernando IV (1301-1303)
En noviembre de 1301, hallándose la corte en la ciudad de Burgos, se hizo pública la bula por la que el papa Bonifacio VIII legitimaba el matrimonio de la reina María de Molina con el difunto rey Sancho IV de Castilla, siendo por tanto sus hijos legítimos a partir de ese momento. Al mismo tiempo, se declaró la mayoría de edad de Fernando IV. Con ello, el infante Juan de Castilla "el de Tarifa" y los infantes de la Cerda perdieron uno de sus principales argumentos a la hora de reclamar el trono, no pudiendo esgrimir en adelante la ilegitimidad del monarca castellano-leonés. También se recibió la dispensa pontificia que permitía la celebración del matrimonio de Fernando IV el Emplazado con Constanza de Portugal.

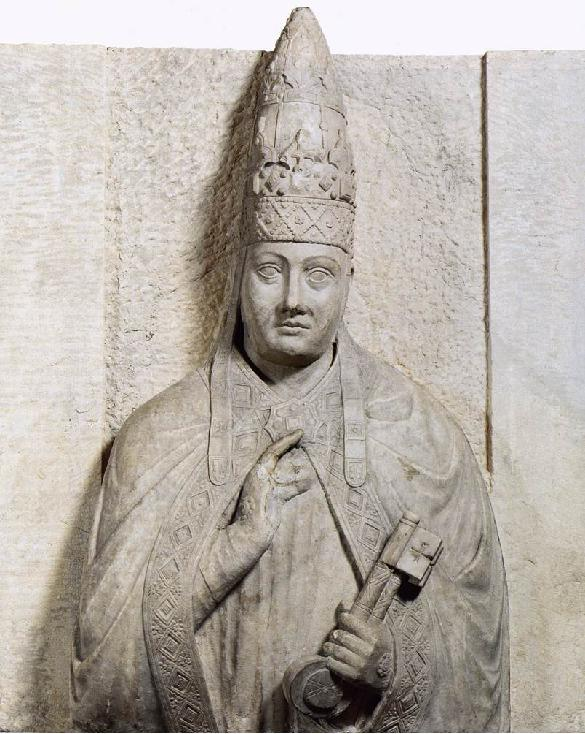
Relieve que representa al Papa Bonifacio VIII, quien legitimó en 1301 el matrimonio de Sancho IV el Bravo con la reina María de Molina, padres ambos de Fernando IV el Emplazado, quien alcanzó la mayoría de edad ese año.

El infante Enrique de Castilla, molesto por la legitimación de Fernando IV por el papa Bonifacio VIII, se alió con Juan Núñez de Lara, a fin de indisponer y enemistar a Fernando IV con su madre, la reina María de Molina. A ambos magnates se les unió el infante Juan de Castilla, quien continuaba reclamando el señorío de Vizcaya en nombre de su esposa, María Díaz de Haro. En 1301, mientras la reina se encontraba en Vitoria con el infante Enrique respondiendo a las quejas presentadas por el reino de Navarra en relación con los ataques castellanos a sus tierras, el infante Juan y Juan Núñez de Lara indispusieron al rey con su madre y procuraron su diversión en tierras de León por medio de la caza, a la que el rey se mostraba aficionado desde su infancia. Estando la reina en Vitoria, los nobles aragoneses sublevados contra su rey le ofrecieron su apoyo para conseguir que Jaime II de Aragón devolviera a Castilla las plazas de las que se había apoderado en el reino de Murcia. Ese mismo año el infante Enrique, aliado con Diego López V de Haro, reclamó al rey Fernando IV, en compensación por abandonar el cargo de tutor del rey, y habiendo chantajeado previamente a la reina con declarar la guerra a su hijo si no accedían a sus deseos, la posesión de las localidades de Atienza y de San Esteban de Gormaz, que le fueron concedidas por el rey.
El día 23 de enero de 1302 Fernando IV contrajo matrimonio en Valladolid con Constanza de Portugal, hija del rey Dionisio I de Portugal. En las Cortes de Medina del Campo de 1302, celebradas en el mes de mayo de ese año, los infantes Enrique y Juan y Juan Núñez de Lara intentaron indisponer al rey con su madre, acusándola de haber regalado las joyas que le diera Sancho IV, y posteriormente, cuando se demostró la falsedad de dicha acusación, la acusaron de haberse apropiado de los subsidios concedidos a la Corona en las Cortes de años anteriores, acusación que se demostró era falsa cuando don Nuño, abad de Santander y canciller de la reina revisó e hizo público el estado de cuentas de la reina, quien no sólo no se había apropiado de los fondos de la Corona, sino que había contribuido con sus propias rentas al sostén de la monarquía. Mientras se celebraban las Cortes de Medina del Campo de 1302, a las que acudió una representación del reino de Castilla, falleció el rey Muhammad II de Granada y fue sucedido en el trono por su hijo,  Muhammad III de Granada, quien atacó el reino de Castilla y conquistó la localidad de Bedmar.
En julio de 1302 se reunieron las Cortes en la ciudad de Burgos, a las que el monarca acudió junto con su madre, con quien había restablecido las buenas relaciones, y con el infante Enrique de Castilla "el Senador". Fernando IV, a pesar de hallarse bajo la influencia de su privado Samuel de Belorado, de origen judío, quien intentaba apartar al rey de su madre, había decidido prescindir de la presencia del infante Juan y de Juan Núñez de Lara en las Cortes de Burgos. En esos momentos se acentuaba la rivalidad existente entre el infante Enrique de Castilla "el Senador", María de Molina y Diego López V de Haro de un lado, y el infante Juan de Castilla "el de Tarifa" y Juan Núñez de Lara del otro. El infante Enrique amenazó a la reina con declarar la guerra a Fernando IV y a ella misma si no se accedía a sus demandas, al tiempo que los magnates procuraban eliminar la influencia que María de Molina ejercía en su hijo, a quien el pueblo comenzó a dejar de estimar, debido a la influencia que los ricoshombres ejercían sobre él. En los meses finales de 1302, la reina, que se hallaba en Valladolid, se vio obligada a aplacar a los ricoshombres y a los miembros de la nobleza, que planeaban levantarse en armas contra Fernando IV, quien pasó las Navidades de 1302 en tierras del reino de León, acompañado por el infante Juan y por Juan Núñez de Lara.
A comienzos de 1303 había una entrevista prevista entre el rey Dionisio I de Portugal y Fernando IV de Castilla, confiando este último en que su primo el rey de Portugal le devolvería algunos territorios. Por su parte, el infante Enrique de Castilla "el Senador", Diego López V de Haro y la reina María de Molina se excusaron de asistir a dicha entrevista. El propósito de la reina al negarse a asistir era vigilar al infante Enrique y al señor de Vizcaya, cuyas relaciones con Fernando IV eran tensas debido a la amistad que el monarca dispensaba al infante Juan y a Juan Núñez de Lara. En mayo de 1303 se celebró la entrevista entre Dionisio I de Portugal y Fernando IV en la ciudad de Badajoz. El infante Juan y Juan Núñez de Lara predispusieron a Fernando IV en contra del infante Enrique y del señor de Vizcaya, y las concesiones ofrecidas por el soberano portugués, quien se ofreció a ayudarle si fuera preciso contra el infante Enrique de Castilla, decepcionaron a Fernando IV.

### Vistas de Ariza y muerte del infante Enrique (1303)
En 1303, mientras el rey se encontraba en Badajoz, se reunieron en Roa el infante Enrique de Castilla, Diego López V de Haro y Don Juan Manuel, y acordaron que este último se entrevistaría con el rey de Aragón. Y cuando ambos se entrevistaron acordaron que los tres magnates y él mismo deberían reunirse el día de San Juan Bautista en el municipio de Ariza. Después, el infante Enrique comunicó sus planes a María de Molina, que se encontraba en Valladolid, con el propósito de que ella se uniera a ellos. El plan del infante Enrique consistía en que Alfonso de la Cerda se convirtiese en rey de León y se desposase con la infanta Isabel, hija de María de Molina, al tiempo que el infante Pedro, hermano de Fernando IV, sería proclamado rey de Castilla y se desposaría con una hija de Jaime II de Aragón. El infante Enrique manifestó que su intención era lograr la paz en el reino y eliminar la influencia del infante Juan y de Juan Núñez II de Lara, aunque el plan por la reina María de Molina, que se negó a secundar el proyecto y a entrevistarse con el soberano aragonés en Ariza, ya que ello que hubiera supuesto la disgregación de los territorios del reino de Castilla, así como la renuncia al mismo, forzosa u obligada, de Fernando IV.

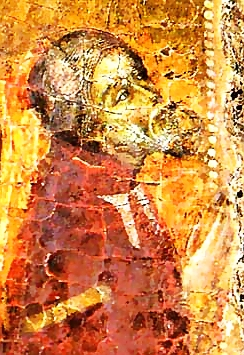
Retrato que se supone representa a Don Juan Manuel, hijo del infante Manuel de Castilla, y nieto de Fernando III. (Catedral de Murcia).

Fernando IV, mientras tanto, suplicó a su madre que pusiese paz entre él y los magnates que apoyaban al infante Enrique, quienes volvieron a suplicar a la reina que apoyase el plan del infante, a lo que ella se negó. Mientras se celebraban las Vistas de Ariza, la reina recordó al infante Enrique y a sus acompañantes la lealtad que debían a su hijo, así como los grandes heredamientos con que les había dotado, consiguiendo con ello que algunos caballeros abandonasen Ariza, sin secundar el plan del infante Enrique. Sin embargo, este último, Don Juan Manuel y otros caballeros se comprometieron a hacer la guerra al rey Fernando IV, a que le fuera devuelto al reino de Aragón el reino de Murcia, y a que el reino de Jaén le fuese entregado a Alfonso de la Cerda. 
Sin embargo, mientras la reina María de Molina reunía los concejos y estorbaba los propósitos del infante Enrique, este enfermó de gravedad y hubo de ser trasladado a su villa de Roa, y la reina, temerosa de que sus señoríos y castillos pasasen a ser de Don Juan Manuel y de Lope Díaz de Haro, a quienes el infante planeaba legar sus posesiones a su muerte, persuadió al confesor del infante, el franciscano fray Pedro Ruiz, y a Juan Alonso de Arenillas y Juan Alfonso de Velasco, que eran dos de los servidores del infante, para que le convencieran de que a su muerte sus bienes y castillos pasaran a manos de la Corona, a lo que el infante se negó, pues no deseaba que sus bienes pasasen a manos de Fernando IV. 
La reina envió entonces órdenes a todas las fortalezas del infante moribundo, en las que se disponía que si el infante Enrique falleciese, no entregasen los castillos sino a las tropas del rey, a quien pertenecían, y al final sus esfuerzos no fueron inútiles, ya que el infante Enrique, en el último y definitivo testamento que otorgó en Roa el día 9 de agosto de 1303, dispuso que a su muerte todos los bienes y heredamientos que había recibido de Fernando IV volvieran a manos de este, que su villa de Écija fuera devuelta a la reina María de Molina, y que su villa de Cogolludo fuera devuelta a la Orden de Calatrava, según consta en el testamento del infante, que fue publicado íntegramente por Antonio Benavides Fernández de Navarrete en el tomo II de sus Memorias de Don Fernando IV de Castilla:

En el nombre de toda la Trinidad, Padre y Fijo y Espiritu Sancto y de Sancta Maria, y de todos los sanctos. Yo, el Ynfante don Enrrique, fijo del mui noble rey don Fernando, estando y seyendo en mi buena memoria y en mi sano entendimiento, conosciendo el bien y la merced que me fizo el mi Señor Jesuchristo en toda la mi vida y veyendo que es servicio de Dios y de Sancta Maria su Madre y de todos los sanctos y pro de la mi alma, ca es obra de christianos, el de fazer testamento y de conosca a Dios al tiempo de su finamiento. Yo, estando en mi entendimiento assi como dicho es, fago mi testamento en esta guisa: primeramente acomiendo mi alma a Jesu Christo, que me redimio, y a Sancta Maria su Madre, y a todos los sanctos, y pidoles merced que me tal quieran resciuir assi como de el fio. Otrosi porque todo christiano deue escoger sepultura quando esta en su entendimiento, veyendo que es servicio de Dios y pro de la mi alma, mando el mi cuerpo a los frailes descalzos de Valladolid, y escojo y sepultura en el su monasterio. Otrosi porque es manera y es guisado que do el christiano manda su cuerpo sepultar donde fagan algo segun el poderio que ha, por eso pido merced a el rey don Fernando mio señor, y a la reina doña Maria su madre, y ruego a don Juan Manuel mio sobrino que fagan dar al dicho monesterio y a los frailes dende aquello que paresciere, a tal manera como yo so. Otrosi conosciendo que las deudas son de pagar, mando que cada deuda que sea probada que deuo yo o otro por mi que la paguen de lo mio. Otrosi conosciendo questas villas y castiellos que el rey don Fernando mio sennor me dio por heredamiento por en toda la mi vida que deven ser suyos y non de otro ninguno mando que despues de mi finamiento que ge los den libres y quitos y dandogelos aquellos que los tenían de mi dolos por libres y por quitos. Otrosi mando que den Ecija a la reina doña Maria porque es suya. Otrosi mando que den Cogolludo a la orden de Calatrava, cuyo es. Otrosi mando que den a el obispo de Segouia a Riaza y a Laguniellas y ruego a el y al cauildo de la Sancta Yglesia que me perdonen lo que houe ende. Otrosi mando que todas las cassas y los otros logares que yo tengo de las ordenes y de otras qualesquier que sean, que den a cada uno lo suyo sin contradicion alguna, y ruegoles a todos que me perdonen lo que houe ende yo o otro por mi. Otrosi porque es rason y guisado es e derecho el que fagan dones en la vida y en la muerte a los sus criados y a los otros sus homes de la su casa, ruego a los mios testamentarios que a los mios criados y a los otros homes de la mi casa que les fagan algo de lo mio según vieren que se puede fazer, e pido merced al rey don Fernando mio señor y a la reina doña Maria su madre que les fagan dones y merced. Otrosi porque yo non he complimiento de algo por pagar la mi alma y complir lo que mando en este testamento, pido merced al mui noble rey don Fernando mio señor, que me mande dar lo que me deue para quiete de la mi alma, y eso mismo pido merced a la reina doña Maria su madre, que me de lo que me deue para pro de la mi alma. Otrosi porque es mucho de la merced de el rey don Fernando mio señor e de la reina doña Maria su madre, acomiendoles este mi testamento que le fagan cumplir y escojan los vienes, assi muebles como raizes, y pidoles merced que por el seruicio leal y verdadero que les yo fize que lo quieran resciuir y me acorran a la mi alma, y ruego a don Juan Manuel mio sobrino que sea mi testamentario con ellos. Y porque fray Pero Ruiz, mi confessor, saue mas de la mi fazienda y que es lo que mas aprobecha a la mi alma, tengo por bien que a la merced del rey e de la reina y a plazer del dicho mio sobrino que sea mio testamentario con ellos y ruegoles que le crean en aquello que faga pro de la mi alma. E para assi complir esto que sobredicho es apodero a los mios testamentarios en todos los mis vienes por do quiera que los yo aya. Otrosi reuoco todo testamento que yo o otro por mi o por mi consentimiento aya fecho en qualquier manera antes de esto, y tengo por bien que vala este y no otro ninguno. Esto fue dicho, ordenado e mandado viernes antes del dia, a la hora de los maitines, nuebe dias andados de este mes de agosto en que estaua el dicho señor ynfante don Enrique en su aposentamiento ansi en los palacios del obispo, estando delante fray Pero Ruiz el sobredicho, y fray Domingo Peres su compañero, y Gonzalo Ruiz de Plaza y Juan Alphonso de Areniellas y Johan Sanches de Velasco, y Alphonso Dias de Toledo, y Juan Ortiz Calderon y Martin Alphonso Gochea y Fernando Ivañez Corviello y Juan Garcia de Prieto y su maestro y el maestro Rodrigo físicos...

Cuando Don Juan Manuel, nieto de Fernando III y sobrino carnal del infante Enrique, llegó a Roa, le encontró sin habla y, tomándole por muerto, se apropió de todos los objetos valiosos que allí había, como refiere la Crónica de Fernando IV:

E desque vio á D. Enrique fallolo sin fabla, é cuydando que era muerto, tomóle quanto le falló en la casa, plata é bestias é cartas que tenia blancas del sello del rey, é salió fuera de la villa é levó consigo quanto y falló de D. Enrique, é fuese para Peñafiel, que era deste D. Juan Manuel.

El día 11 de agosto de 1303, dos días después de haber otorgado testamento, falleció el infante Enrique, en su villa de Roa, a los 73 años de edad, aunque otros autores afirman erróneamente que falleció el día 8 de agosto, siendo en esos momentos el único hijo que quedaba con vida del rey Fernando III el Santo, y el historiador César González Mínguez señaló que la muerte del infante, al que calificó como «ambicioso, enérgico e intransigente», apenas causó dolor a nadie.
Y cuando Fernando IV supo que el infante Enrique había muerto, se mostró complacido y concedió la mayoría de sus tierras y el cargo de adelantado mayor de la frontera de Andalucíaa a Juan Núñez II de Lara, y al mismo tiempo devolvió la villa de Écija, que estaba en poder del infante Enrique, a su madre, ya que había sido suya antes de que ella se la entregara al fallecido infante.

## Sepultura

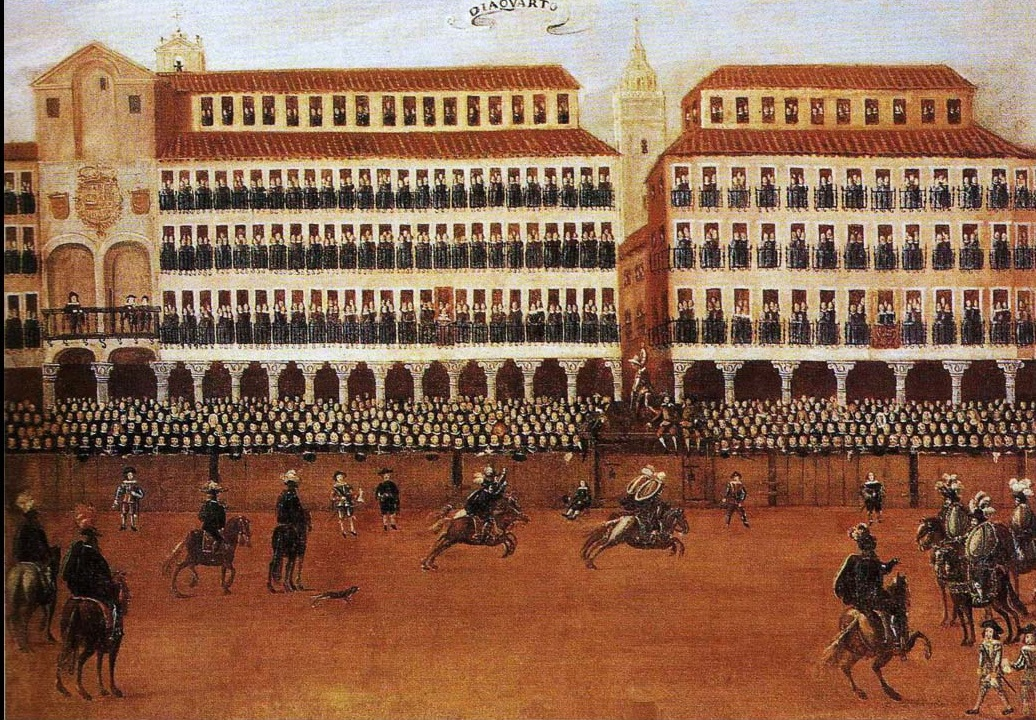
Lienzo de 1656 que representa la fachada principal (a la izquierda de la imagen) del desaparecido convento de San Francisco de Valladolid.

El infante Enrique fue sepultado, según lo dispuesto en su testamento, en el convento de San Francisco de Valladolid, y tras su muerte, sus vasallos dieron escasas muestras de duelo por él, por lo que, cuando tuvo conocimiento de ello, la reina María de Molina ordenó que se colocase sobre su ataúd un paño de brocado, y que a los funerales asistiesen todos los clérigos y nobles presentes en Valladolid, lo que coincide con lo manifestado por otros autores, que señalan que al entierro del infante asistieron todos los miembros «del clero secular y regular de la villa». María de Molina estuvo presente en el entierro del infante junto con su hija, la infanta Isabel de Castilla, ambas guardaron luto por el infante durante ese día, y la reina ordenó que se celebrasen las honras una vez que hubieran transcurrido cuarenta días.
En el convento de San Francisco de Valladolid también había sido enterrado en 1283 el infante Pedro de Castilla, que era hijo de Alfonso X y de la reina Violante de Aragón y sobrino carnal del infante Enrique, y en un primer momento, según consta en el Libro de Memorias de dicho convento, el infante Enrique fue sepultado en medio de la iglesia, aunque todos coinciden en que posteriormente, según lo manifestado por fray Matías de Sobremonte sus restos fueron colocados en la misma tumba que los del infante Pedro, que según él reposaban en un arco del lado del Evangelio de la capilla mayor:

...Colocaron su cadáver (el del infante Enrique), en la tumba donde estaban los huesos del Infante D. Pedro su sobrino veinte y tres años había, con que le pudo hacer lugar. I los huesos que hoy se conocen en esta tumba son de dos cuerpos, vno mayor que otro, de que emos hecho experiencia algunas veces.

En 1517 Lorenzo Galíndez de Carvajal afirmó que los restos del infante Enrique y los de su esposa se encontraban «en la capilla mayor en lo alto de la pared en igual del Altar mayor», y señaló que los del infante estaban a la derecha y los de su esposa a la izquierda, lo cual solamente es corroborado en otro manuscrito de la misma época, aunque el historiador Francisco Javier Rojo Alique incluyó a Juana Núñez de Lara, esposa del infante Enrique, en su lista de los personajes que fueron enterrados en San Francisco de Valladolid. Además, en el siglo XVI, el cronista Ambrosio de Morales afirmó que se desconocía el lugar exacto en que reposaban los restos del infante Enrique, pero Juan Antolínez de Burgos manifestó en el siglo XVII que se encontraban en un nicho situado en la capilla mayor de la iglesia del convento y en el lado del Evangelio. Y el historiador Casimiro González García-Valladolid afirmó en 1902 que los infantes Pedro y Enrique fueron enterrados en el centro de la capilla mayor, y que posteriormente fueron trasladados a unos nichos colocados en la misma cuando Juan Hurtado de Mendoza el Limpio asumió el patronato de la capilla mayor.
No obstante, el convento de San Francisco de Valladolid fue desamortizado y demolido en 1837, por lo que nada se ha conservado de su sepulcro o restos mortales.

## Literatura
Según un reciente estudio literario, podría ser el autor de una primera versión del libro de caballerías Amadís de Gaula.

## Matrimonio y descendencia
El infante Enrique contrajo matrimonio en 1299 con Juana Núñez de Lara, hija de Juan Núñez I de Lara, señor de la Casa de Lara, y hermana de Juan Núñez II de Lara, quien heredó el señorío paterno. El infante Enrique contaba sesenta y nueve años de edad cuando contrajo matrimonio con Juana Núñez de Lara, que tenía catorce años, y no hubo descendencia fruto de este matrimonio. Posteriormente, una vez que hubo enviudado del infante Enrique, su viuda contrajo matrimonio con Fernando de la Cerda, hijo del infante Fernando de la Cerda y nieto de Alfonso X, con quien sí tuvo descendencia.
Fruto de la relación del infante Enrique de Castilla con la dama Mayor Rodríguez Pecha, hija de Esteban Pérez Pecha, señor de San Román de la Hornija y alcaide de Zamora, nació un hijo:
- Enrique Enríquez el Viejo (c. 1255-c. 1323). Señor de la Puebla de los Infantes y ricohombre de Castilla. Contrajo matrimonio alrededor del año 1300 con Estefanía Rodríguez de Ceballos, señora del Vado de las Estacas y de Villalba de los Barros,[41] y fruto del matrimonio de ambos nació Enrique Enríquez el Mozo, que fue señor de Villalba de los Barros, adelantado mayor de la frontera de Andalucía, Justicia mayor de la Casa del rey, Caudillo mayor del obispado y reino de Jaén, y caballero de la Orden de la Banda.[43]

## Ancestros
| \| \| \| \| \| \| \| \| \| \| \| \| \| \| \| \| \| \| \| \| 16. Alfonso VII de León \| \| \| \| \| \| \| \| \| \| \| \| \| \| \| \| \| \| \| \| \| \| \| \| \| \| \| \| \| \| \| \| \| \| \| \| \| \| \| \| \| \| \| \| \| \| \| \| \| \| \| \| \| \| 8. Fernando II de León \| \| \| \| \| \| \| \| \| \| \| \| \| \| \| \| \| \| \| \| \| \| \| \| \| \| \| \| \| \| \| \| \| \| \| \| \| \| \| \| \| \| \| \| \| \| \| \| \| \| \| \| \| \| 17. Berenguela de Barcelona \| \| \| \| \| \| \| \| \| \| \| \| \| \| \| \| \| \| \| \| \| \| \| \| \| \| \| \| \| \| \| \| \| \| \| \| \| \| \| \| \| \| \| \| \| \| \| \| \| \| \| \| \| \| 4. Alfonso IX de León \| \| \| \| \| \| \| \| \| \| \| \| \| \| \| \| \| \| \| \| \| \| \| \| \| \| \| \| \| \| \| \| \| \| \| \| \| \| \| \| \| \| \| \| \| \| \| \| \| \| \| \| \| \| 18. Alfonso I Enríquez \| \| \| \| \| \| \| \| \| \| \| \| \| \| \| \| \| \| \| \| \| \| \| \| \| \| \| \| \| \| \| \| \| \| \| \| \| \| \| \| \| \| \| \| \| \| \| \| \| \| \| \| \| \| 9. Urraca de Portugal \| \| \| \| \| \| \| \| \| \| \| \| \| \| \| \| \| \| \| \| \| \| \| \| \| \| \| \| \| \| \| \| \| \| \| \| \| \| \| \| \| \| \| \| \| \| \| \| \| \| \| \| \| \| 19. Mafalda de Saboya \| \| \| \| \| \| \| \| \| \| \| \| \| \| \| \| \| \| \| \| \| \| \| \| \| \| \| \| \| \| \| \| \| \| \| \| \| \| \| \| \| \| \| \| \| \| \| \| \| \| \| \| \| \| 2. Fernando III de Castilla \| \| \| \| \| \| \| \| \| \| \| \| \| \| \| \| \| \| \| \| \| \| \| \| \| \| \| \| \| \| \| \| \| \| \| \| \| \| \| \| \| \| \| \| \| \| \| \| \| \| \| \| \| \| 20. Sancho III de Castilla \| \| \| \| \| \| \| \| \| \| \| \| \| \| \| \| \| \| \| \| \| \| \| \| \| \| \| \| \| \| \| \| \| \| \| \| \| \| \| \| \| \| \| \| \| \| \| \| \| \| \| \| \| \| 10. Alfonso VIII de Castilla \| \| \| \| \| \| \| \| \| \| \| \| \| \| \| \| \| \| \| \| \| \| \| \| \| \| \| \| \| \| \| \| \| \| \| \| \| \| \| \| \| \| \| \| \| \| \| \| \| \| \| \| \| \| 21. Blanca Garcés de Pamplona \| \| \| \| \| \| \| \| \| \| \| \| \| \| \| \| \| \| \| \| \| \| \| \| \| \| \| \| \| \| \| \| \| \| \| \| \| \| \| \| \| \| \| \| \| \| \| \| \| \| \| \| \| \| 5. Berenguela de Castilla \| \| \| \| \| \| \| \| \| \| \| \| \| \| \| \| \| \| \| \| \| \| \| \| \| \| \| \| \| \| \| \| \| \| \| \| \| \| \| \| \| \| \| \| \| \| \| \| \| \| \| \| \| \| 22. Enrique II de Inglaterra \| \| \| \| \| \| \| \| \| \| \| \| \| \| \| \| \| \| \| \| \| \| \| \| \| \| \| \| \| \| \| \| \| \| \| \| \| \| \| \| \| \| \| \| \| \| \| \| \| \| \| \| \| \| 11. Leonor Plantagenet \| \| \| \| \| \| \| \| \| \| \| \| \| \| \| \| \| \| \| \| \| \| \| \| \| \| \| \| \| \| \| \| \| \| \| \| \| \| \| \| \| \| \| \| \| \| \| \| \| \| \| \| \| \| 23. Leonor de Aquitania \| \| \| \| \| \| \| \| \| \| \| \| \| \| \| \| \| \| \| \| \| \| \| \| \| \| \| \| \| \| \| \| \| \| \| \| \| \| \| \| \| \| \| \| \| \| \| \| \| \| \| \| \| \| 1. Enrique de Castilla \| \| \| \| \| \| \| \| \| \| \| \| \| \| \| \| \| \| \| \| \| \| \| \| \| \| \| \| \| \| \| \| \| \| \| \| \| \| \| \| \| \| \| \| \| \| \| \| \| \| \| \| \| \| 24. Federico II de Suabia \| \| \| \| \| \| \| \| \| \| \| \| \| \| \| \| \| \| \| \| \| \| \| \| \| \| \| \| \| \| \| \| \| \| \| \| \| \| \| \| \| \| \| \| \| \| \| \| \| \| \| \| \| \| 12. Federico I Barbarroja \| \| \| \| \| \| \| \| \| \| \| \| \| \| \| \| \| \| \| \| \| \| \| \| \| \| \| \| \| \| \| \| \| \| \| \| \| \| \| \| \| \| \| \| \| \| \| \| \| \| \| \| \| \| 25. Judith de Baviera \| \| \| \| \| \| \| \| \| \| \| \| \| \| \| \| \| \| \| \| \| \| \| \| \| \| \| \| \| \| \| \| \| \| \| \| \| \| \| \| \| \| \| \| \| \| \| \| \| \| \| \| \| \| 6. Felipe de Suabia \| \| \| \| \| \| \| \| \| \| \| \| \| \| \| \| \| \| \| \| \| \| \| \| \| \| \| \| \| \| \| \| \| \| \| \| \| \| \| \| \| \| \| \| \| \| \| \| \| \| \| \| \| \| 26. Reinaldo III de Borgoña \| \| \| \| \| \| \| \| \| \| \| \| \| \| \| \| \| \| \| \| \| \| \| \| \| \| \| \| \| \| \| \| \| \| \| \| \| \| \| \| \| \| \| \| \| \| \| \| \| \| \| \| \| \| 13. Beatriz de Borgoña \| \| \| \| \| \| \| \| \| \| \| \| \| \| \| \| \| \| \| \| \| \| \| \| \| \| \| \| \| \| \| \| \| \| \| \| \| \| \| \| \| \| \| \| \| \| \| \| \| \| \| \| \| \| 27. Ágata de Lorena \| \| \| \| \| \| \| \| \| \| \| \| \| \| \| \| \| \| \| \| \| \| \| \| \| \| \| \| \| \| \| \| \| \| \| \| \| \| \| \| \| \| \| \| \| \| \| \| \| \| \| \| \| \| 3. Beatriz de Suabia \| \| \| \| \| \| \| \| \| \| \| \| \| \| \| \| \| \| \| \| \| \| \| \| \| \| \| \| \| \| \| \| \| \| \| \| \| \| \| \| \| \| \| \| \| \| \| \| \| \| \| \| \| \| 28. Andrónico Ducas Ángelo \| \| \| \| \| \| \| \| \| \| \| \| \| \| \| \| \| \| \| \| \| \| \| \| \| \| \| \| \| \| \| \| \| \| \| \| \| \| \| \| \| \| \| \| \| \| \| \| \| \| \| \| \| \| 14. Isaac II Ángelo \| \| \| \| \| \| \| \| \| \| \| \| \| \| \| \| \| \| \| \| \| \| \| \| \| \| \| \| \| \| \| \| \| \| \| \| \| \| \| \| \| \| \| \| \| \| \| \| \| \| \| \| \| \| 29. Eufrosine Castamonitissa \| \| \| \| \| \| \| \| \| \| \| \| \| \| \| \| \| \| \| \| \| \| \| \| \| \| \| \| \| \| \| \| \| \| \| \| \| \| \| \| \| \| \| \| \| \| \| \| \| \| \| \| \| \| 7. Irene Ángelo \| \| \| \| \| \| \| \| \| \| \| \| \| \| \| \| \| \| \| \| \| \| \| \| \| \| \| \| \| \| \| \| \| \| \| \| \| \| \| \| \| \| \| \| \| \| \| \| \| \| \| \| \| \| 30. \| \| \| \| \| \| \| \| \| \| \| \| \| \| \| \| \| \| \| \| \| \| \| \| \| \| \| \| \| \| \| \| \| \| \| \| \| \| \| \| \| \| \| \| \| \| \| \| \| \| \| \| \| \| 15. Irene Paleóloga? \| \| \| \| \| \| \| \| \| \| \| \| \| \| \| \| \| \| \| \| \| \| \| \| \| \| \| \| \| \| \| \| \| \| \| \| \| \| \| \| \| \| \| \| \| \| \| \| \| \| \| \| \| \| 31. \| \| \| \| \| \| \| \| \| \| \| \| \| \| \| \| \| \| \| \| \| \| \| \| \| \| \| \| \| \| \| \| \| \| \| \| \| \| \| \| \| \| \| \| \| \| \| \| \| \| \| \| |                               |  |  |  |  |  |  |  |  |  |  |  |  |  |  |  |
| |                               |  |  |  |  |  |  |  |  |  |  |  |  |  |  |  |
| | 16. Alfonso VII de León       |  |  |  |  |  |  |  |  |  |  |  |  |  |  |  |
| |                               |  |  |  |  |  |  |  |  |  |  |  |  |  |  |  |
| |                               |  |  |  |  |  |  |  |  |  |  |  |  |  |  |  |
| | 8. Fernando II de León        |  |  |  |  |  |  |  |  |  |  |  |  |  |  |  |
| |                               |  |  |  |  |  |  |  |  |  |  |  |  |  |  |  |
| |                               |  |  |  |  |  |  |  |  |  |  |  |  |  |  |  |
| | 17. Berenguela de Barcelona   |  |  |  |  |  |  |  |  |  |  |  |  |  |  |  |
| |                               |  |  |  |  |  |  |  |  |  |  |  |  |  |  |  |
| |                               |  |  |  |  |  |  |  |  |  |  |  |  |  |  |  |
| | 4. Alfonso IX de León         |  |  |  |  |  |  |  |  |  |  |  |  |  |  |  |
| |                               |  |  |  |  |  |  |  |  |  |  |  |  |  |  |  |
| |                               |  |  |  |  |  |  |  |  |  |  |  |  |  |  |  |
| | 18. Alfonso I Enríquez        |  |  |  |  |  |  |  |  |  |  |  |  |  |  |  |
| |                               |  |  |  |  |  |  |  |  |  |  |  |  |  |  |  |
| |                               |  |  |  |  |  |  |  |  |  |  |  |  |  |  |  |
| | 9. Urraca de Portugal         |  |  |  |  |  |  |  |  |  |  |  |  |  |  |  |
| |                               |  |  |  |  |  |  |  |  |  |  |  |  |  |  |  |
| |                               |  |  |  |  |  |  |  |  |  |  |  |  |  |  |  |
| | 19. Mafalda de Saboya         |  |  |  |  |  |  |  |  |  |  |  |  |  |  |  |
| |                               |  |  |  |  |  |  |  |  |  |  |  |  |  |  |  |
| |                               |  |  |  |  |  |  |  |  |  |  |  |  |  |  |  |
| | 2. Fernando III de Castilla   |  |  |  |  |  |  |  |  |  |  |  |  |  |  |  |
| |                               |  |  |  |  |  |  |  |  |  |  |  |  |  |  |  |
| |                               |  |  |  |  |  |  |  |  |  |  |  |  |  |  |  |
| | 20. Sancho III de Castilla    |  |  |  |  |  |  |  |  |  |  |  |  |  |  |  |
| |                               |  |  |  |  |  |  |  |  |  |  |  |  |  |  |  |
| |                               |  |  |  |  |  |  |  |  |  |  |  |  |  |  |  |
| | 10. Alfonso VIII de Castilla  |  |  |  |  |  |  |  |  |  |  |  |  |  |  |  |
| |                               |  |  |  |  |  |  |  |  |  |  |  |  |  |  |  |
| |                               |  |  |  |  |  |  |  |  |  |  |  |  |  |  |  |
| | 21. Blanca Garcés de Pamplona |  |  |  |  |  |  |  |  |  |  |  |  |  |  |  |
| |                               |  |  |  |  |  |  |  |  |  |  |  |  |  |  |  |
| |                               |  |  |  |  |  |  |  |  |  |  |  |  |  |  |  |
| | 5. Berenguela de Castilla     |  |  |  |  |  |  |  |  |  |  |  |  |  |  |  |
| |                               |  |  |  |  |  |  |  |  |  |  |  |  |  |  |  |
| |                               |  |  |  |  |  |  |  |  |  |  |  |  |  |  |  |
| | 22. Enrique II de Inglaterra  |  |  |  |  |  |  |  |  |  |  |  |  |  |  |  |
| |                               |  |  |  |  |  |  |  |  |  |  |  |  |  |  |  |
| |                               |  |  |  |  |  |  |  |  |  |  |  |  |  |  |  |
| | 11. Leonor Plantagenet        |  |  |  |  |  |  |  |  |  |  |  |  |  |  |  |
| |                               |  |  |  |  |  |  |  |  |  |  |  |  |  |  |  |
| |                               |  |  |  |  |  |  |  |  |  |  |  |  |  |  |  |
| | 23. Leonor de Aquitania       |  |  |  |  |  |  |  |  |  |  |  |  |  |  |  |
| |                               |  |  |  |  |  |  |  |  |  |  |  |  |  |  |  |
| |                               |  |  |  |  |  |  |  |  |  |  |  |  |  |  |  |
| | 1. Enrique de Castilla        |  |  |  |  |  |  |  |  |  |  |  |  |  |  |  |
| |                               |  |  |  |  |  |  |  |  |  |  |  |  |  |  |  |
| |                               |  |  |  |  |  |  |  |  |  |  |  |  |  |  |  |
| | 24. Federico II de Suabia     |  |  |  |  |  |  |  |  |  |  |  |  |  |  |  |
| |                               |  |  |  |  |  |  |  |  |  |  |  |  |  |  |  |
| |                               |  |  |  |  |  |  |  |  |  |  |  |  |  |  |  |
| | 12. Federico I Barbarroja     |  |  |  |  |  |  |  |  |  |  |  |  |  |  |  |
| |                               |  |  |  |  |  |  |  |  |  |  |  |  |  |  |  |
| |                               |  |  |  |  |  |  |  |  |  |  |  |  |  |  |  |
| | 25. Judith de Baviera         |  |  |  |  |  |  |  |  |  |  |  |  |  |  |  |
| |                               |  |  |  |  |  |  |  |  |  |  |  |  |  |  |  |
| |                               |  |  |  |  |  |  |  |  |  |  |  |  |  |  |  |
| | 6. Felipe de Suabia           |  |  |  |  |  |  |  |  |  |  |  |  |  |  |  |
| |                               |  |  |  |  |  |  |  |  |  |  |  |  |  |  |  |
| |                               |  |  |  |  |  |  |  |  |  |  |  |  |  |  |  |
| | 26. Reinaldo III de Borgoña   |  |  |  |  |  |  |  |  |  |  |  |  |  |  |  |
| |                               |  |  |  |  |  |  |  |  |  |  |  |  |  |  |  |
| |                               |  |  |  |  |  |  |  |  |  |  |  |  |  |  |  |
| | 13. Beatriz de Borgoña        |  |  |  |  |  |  |  |  |  |  |  |  |  |  |  |
| |                               |  |  |  |  |  |  |  |  |  |  |  |  |  |  |  |
| |                               |  |  |  |  |  |  |  |  |  |  |  |  |  |  |  |
| | 27. Ágata de Lorena           |  |  |  |  |  |  |  |  |  |  |  |  |  |  |  |
| |                               |  |  |  |  |  |  |  |  |  |  |  |  |  |  |  |
| |                               |  |  |  |  |  |  |  |  |  |  |  |  |  |  |  |
| | 3. Beatriz de Suabia          |  |  |  |  |  |  |  |  |  |  |  |  |  |  |  |
| |                               |  |  |  |  |  |  |  |  |  |  |  |  |  |  |  |
| |                               |  |  |  |  |  |  |  |  |  |  |  |  |  |  |  |
| | 28. Andrónico Ducas Ángelo    |  |  |  |  |  |  |  |  |  |  |  |  |  |  |  |
| |                               |  |  |  |  |  |  |  |  |  |  |  |  |  |  |  |
| |                               |  |  |  |  |  |  |  |  |  |  |  |  |  |  |  |
| | 14. Isaac II Ángelo           |  |  |  |  |  |  |  |  |  |  |  |  |  |  |  |
| |                               |  |  |  |  |  |  |  |  |  |  |  |  |  |  |  |
| |                               |  |  |  |  |  |  |  |  |  |  |  |  |  |  |  |
| | 29. Eufrosine Castamonitissa  |  |  |  |  |  |  |  |  |  |  |  |  |  |  |  |
| |                               |  |  |  |  |  |  |  |  |  |  |  |  |  |  |  |
| |                               |  |  |  |  |  |  |  |  |  |  |  |  |  |  |  |
| | 7. Irene Ángelo               |  |  |  |  |  |  |  |  |  |  |  |  |  |  |  |
| |                               |  |  |  |  |  |  |  |  |  |  |  |  |  |  |  |
| |                               |  |  |  |  |  |  |  |  |  |  |  |  |  |  |  |
| | 30.                           |  |  |  |  |  |  |  |  |  |  |  |  |  |  |  |
| |                               |  |  |  |  |  |  |  |  |  |  |  |  |  |  |  |
| |                               |  |  |  |  |  |  |  |  |  |  |  |  |  |  |  |
| | 15. Irene Paleóloga?          |  |  |  |  |  |  |  |  |  |  |  |  |  |  |  |
| |                               |  |  |  |  |  |  |  |  |  |  |  |  |  |  |  |
| |                               |  |  |  |  |  |  |  |  |  |  |  |  |  |  |  |
| | 31.                           |  |  |  |  |  |  |  |  |  |  |  |  |  |  |  |
| |                               |  |  |  |  |  |  |  |  |  |  |  |  |  |  |  |
| |                               |  |  |  |  |  |  |  |  |  |  |  |  |  |  |  |

| Predecesor: Diego López V de Haro | Señor de Vizcaya 1294 - 1295                             | Sucesor: Diego López V de Haro |
| Predecesor: Juan Núñez II de Lara | Adelantado mayor de la frontera de Andalucía 1298 - 1299 | Sucesor: Juan Osórez           |
| Predecesor: Juan Núñez II de Lara | Mayordomo mayor del rey 1302                             | Sucesor: Pedro Ponce de León   |